# Phalera bucephalina
Espèce
Phalera bucephalina est une espèce d'insectes lépidoptères (papillons) de la famille des Notodontidae, sous-famille des Phalerinae.
- Répartition : Espagne et Maroc ; signalée en France dans les Bouches-du-Rhône (INPN).
- Envergure du mâle : 23 à 27 mm.
- Période de vol : de juillet à septembre.
- Habitat : forêts de chênes où les chenilles sont nuisibles.
- Plantes-hôtes : Quercus.

## Source
- P.C. Rougeot, P. Viette, Guide des papillons nocturnes d'Europe et d'Afrique du Nord, Delachaux et Niestlé, Lausanne 1978.